# Polysyncraton chondrilla
Polysyncraton chondrilla är en sjöpungsart som först beskrevs av Wilhelm Michaelsen 1924.  Polysyncraton chondrilla ingår i släktet Polysyncraton och familjen Didemnidae.
Artens utbredningsområde är Södra Ishavet. Inga underarter finns listade i Catalogue of Life.